# Miss Divine Beauty
Miss Divine Beauty (en español: Miss Belleza Divina) es un concurso de belleza nacional en la India que opera bajo la organización matriz Divine Group, y que selecciona principalmente a las representantes de la India para competir en Miss Tierra y Miss Internacional.
Miss Divine Beauty también otorga a una candidata el título «Belleza con responsabilidad» desde 2021. Este premio tiene como objetivo reconocer el trabajo realizado por las reinas de belleza para lograr un cambio sustancial y apoyar los futuros esfuerzos de sus proyectos. La ganadora actual del premio es Vanshika Parmar, una entusiasta del medio ambiente de Nueva Delhi, que inició un proyecto titulado «Proyecto Go Green».

## Historia
India ha participado en el concurso de Miss Tierra desde su inicio en 2001. Desde 2001 hasta 2013, las representantes de la India en Miss Tierra fueron seleccionadas por Femina Miss India, que es patrocinado por Femina, una revista para mujeres publicada por The Times Group. Posteriormente, la franquicia para seleccionar a las representantes de la India para participar en el concurso de Miss Tierra fue adquirida por Glamanand Supermodel India. El Grupo Glamanand perdió la franquicia en 2018.
Las representantes de India al concurso de belleza Miss Internacional fueron seleccionadas inicialmente a través del concurso Eve's Weekly Miss India, desde su inicio en 1960, hasta el año 1988.
Desde el año 1991, Femina Miss India ha enviado representantes indias para competir en Miss Internacional, logrando producir dos primeras finalistas y una segunda finalista. El último puesto más alto logrado por la representante de Femina Miss India en Miss Internacional fue alcanzado por Shonali Nagrani, quien fue coronada como primera finalista en Miss Internacional 2003. The Times Group dejó la franquicia de Miss Internacional en 2015. La última representante de la Organización Miss India en Miss Internacional fue Jhataleka Malhotra en 2014.
El Divine Group adquirió los derechos para enviar representantes de la India a Miss Tierra en el año 2019 y a Miss Internacional en 2023. Deepak Agarwal, el fundador y director ejecutivo del Divine Group, también se desempeña como uno de los directores nacionales. La primera edición de Miss Divine Beauty se llevó a cabo el 31 de agosto de 2019 en el Kingdom of Dreams, en Nueva Delhi. La final contó con la presencia de Miss Tierra 2018 Nguyễn Phương Khánh, Miss Intercontinental 2018 Karen Gallman y Miss Tierra Agua 2018 Valeria Ayos. Tejaswini Manogna se convirtió en la primera ganadora del título de Divine Miss India. A partir de 2019, Miss Divine Beauty es la responsable de la selección de la futura Miss Tierra India.
En julio de 2023, el Divine Group obtuvo la licencia para enviar una delegada que represente a la India al certamen de Miss Internacional que se celebra anualmente en Japón. La licencia es válida por tres años (2023-2025).

## Ganadoras
| Año  | Miss Divine Beauty | Miss Tierra              | Otro(s) título(s)                        | Ref.   |
| ---- | ------------------ | ------------------------ | ---------------------------------------- | ------ |
| 2019 | Tejaswini Manogna  | Tejaswini Manogna        | Miss Intercontinental India: Sonal Dubey | [ 22 ] |
| 2020 | Tanvi Kharote      | Tanvi Kharote            | No otorgado(s)                           | [ 23 ] |
| 2021 | Rashmi Madhuri     | Rashmi Madhuri           | No otorgado(s)                           | [ 24 ] |
| 2022 | Vanshika Parmar    | Vanshika Parmar          | Miss Global India: Mansi Chourasiya      | [ 25 ] |
| Año  | Miss Tierra        | Miss Internacional India | Otro(s) título(s)                        | Ref.   |
| 2023 | Priyan Sain        | Praveena Aanjna          | No otorgado(s)                           | [ 26 ] |
| 2024 | Gauri Gothankar    | Rashmi Shinde            | No otorgado(s)                           | [ 27 ] |

## Representación internacional

### Miss Tierra
: Declarada como ganadora
     : Terminó como finalista
     : Terminó como una de las semifinalistas o cuartofinalistas
     : Terminó como ganadora de premios especiales
| Año  | Miss Tierra India | Estado           | Posición en Miss Tierra | Premios especiales                                                              |
| ---- | ----------------- | ---------------- | ----------------------- | ------------------------------------------------------------------------------- |
| 2024 | Gauri Gothankar   | Maharashtra      | No clasificó            |                                                                                 |
| 2023 | Priyan Sain       | Rayastán         | Top 20                  |                                                                                 |
| 2022 | Vanshika Parmar   | Himachal Pradesh | No clasificó            |                                                                                 |
| 2021 | Rashmi Madhuri    | Karnataka        | No clasificó            |                                                                                 |
| 2020 | Tanvi Kharote     | Maharashtra      | No clasificó            |                                                                                 |
| 2019 | Tejaswini Manogna | Telangana        | No clasificó            | - Miss Elección Global · - Talento (Grupo Agua) · - Traje de Noche (Grupo Agua) |

### Miss Internacional
: Declarada como ganadora
     : Terminó como finalista
     : Terminó como una de las semifinalistas o cuartofinalistas
     : Terminó como ganadora de premios especiales
| Año  | Miss Internacional India | Estado      | Posición en Miss Internacional | Premios especiales             |
| ---- | ------------------------ | ----------- | ------------------------------ | ------------------------------ |
| 2024 | Rashmi Shinde            | Maharashtra | No clasificó                   |                                |
| 2023 | Praveena Aanjna          | Rayastán    | No clasificó                   | - Mejor Traje Nacional (Top 7) |

## Antiguas franquicias

### Miss Global
: Declarada como ganadora
     : Terminó como finalista
     : Terminó como una de las semifinalistas o cuartofinalistas
     : Terminó como ganadora de premios especiales
| Año  | Miss Global India | Estado         | Posición en Miss Global | Premios especiales |
| ---- | ----------------- | -------------- | ----------------------- | ------------------ |
| 2023 | Mansi Chourasiya  | Madhya Pradesh | No clasificó            |                    |

### Miss Intercontinental
| Año  | Miss Intercontinental India | Estado       | Posición en Miss Intercontinental | Premios especiales |
| ---- | --------------------------- | ------------ | --------------------------------- | ------------------ |
| 2019 | Sonal Dubey                 | Chhattisgarh | No clasificó                      |                    |
| 2019 | Surina Jaidka               | Punyab       | No compitió                       | No compitió        |